# ژرفانما

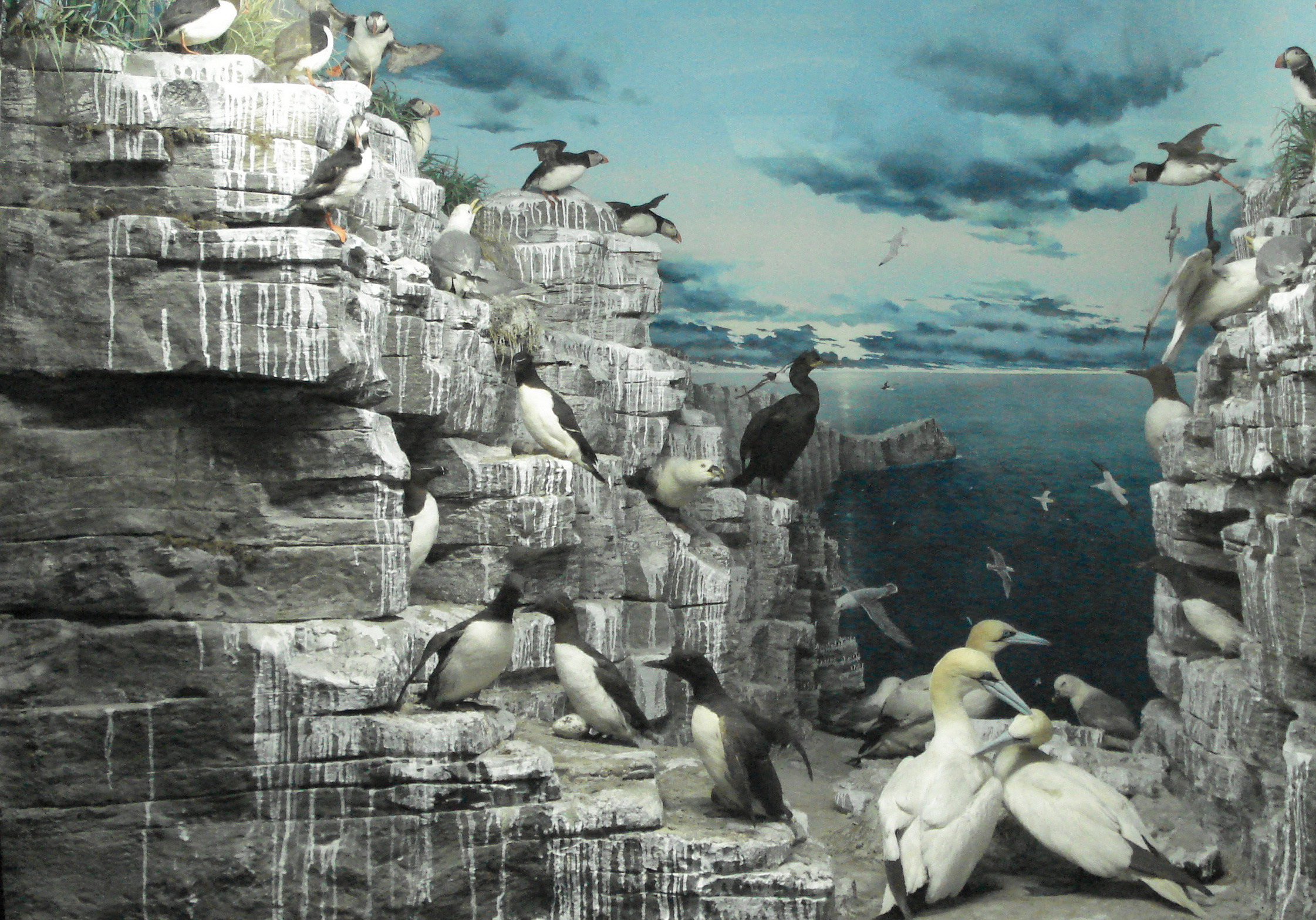
یک دایوراما به اندازه واقعی در موزه تاریخ طبیعی میلان در ایتالیا.

دایوراما یا ژرفانما (Ẑarfānamā) (به انگلیسی: Diorama) ماکت‌هایی سه بعدی هستند که در اندازه‌های واقعی یا به صورت نمونه‌های مینیاتوری ساخته می‌شوند و گاه در محفظه‌های شیشه‌ای در موزه‌ها نمایش گذاشته می‌شوند یا در اندازه های کوچکتر توسط مدلساز ها و علاقه‌مندان در منازل یا مجموعه های شخصی نگهداری می شوند . در مفهوم امروزی، دایوراما با هدف آموزش و تفریح، چشم‌اندازهایی را از رویدادهای تاریخی، منظره‌های طبیعی و نماهای شهری به نمایش می‌گذارد.

## واژه شناسی
کلمه " ژرفانما یا دیوراما" در سال 1823 به عنوان یک نوع دستگاه مشاهده تصویر، از فرانسوی در سال 1822 وارد زبان انگلیسی شده است. این کلمه در معنای لغوی به معنی "چیزی که از طریق آن دیده می شود" است. در یونانی پیشوند دی به معنی "- از طریق" و orama "همان چیزی است که دیده می شود، دید" است. دیوراما توسط لوئیس داگور و چارلز ماری بوتون اختراع شد و برای اولین بار در ژوئیه 1822 در پاریس و در 29 سپتامبر 1823 در لندن به نمایش گذاشته شد.  از سال 1902 به معنی "ماکتی در مقیاس کوچک یک صحنه و غیره" است.

## دیورامای امروزی
درک رایج و محبوب از اصطلاح "دیوراما" به معنای یک ماکت سه بعدی با اندازه کامل یا الگویی با مقیاس کوچک از یک منظره است که به طور معمول رویدادهای تاریخی، صحنه های طبیعت یا مناظر شهری را برای اهداف آموزش یا سرگرمی نشان می دهد.

### مینیاتورها
دیوراماهای مینیاتوری به طور معمول در مقیاس های بسیار کوچکتر ساخته شده و برای نشان دادن صحنه های تاریخی یا داستانی از آنها یا دیوراماهای با مقیاس های واقعی استفاده می شود. از چنین دیورامایی مبتنی بر مقیاس می توان به دیورامای موجود در موزه علوم و صنایع شیکاگو برای نمایش راه آهن اشاره کرد. این دیوراما از مقیاس راه آهن مدل مشترک 1:87 (مقیاس HO) استفاده می کند. افرادی که به عنوان سرگرمی دیوراما می سازند، اغلب از مقیاس هایی مانند 1:35 یا 1:48 استفاده می کنند.

### دیوراماها با اندازه کامل
احتمالا در بیشتر موزه های بزرگ تاریخ طبیعی، دیوراماهای مدرن به چشم می خورند. به طور معمول، این نمایشگرها از هواپیمای که کج یا شیب دار شده برای نشان دادن درجه سطوح استفاده می کنند و در پس زمینه هم اشیاء را از دور نقاشی کرده، و اغلب از چشم انداز کاذب یا خطای دید استفاده می کنند و این خطای دید باعث می شود مقیاس ها از نظر افراد تغییر کرده و آنها را با اندازه ای یکسان در دنیای واقعی ببینند  ه این معنی که اجسام دورتر، کوچکتر از اندازه واقعی خود به چشم می آیند.

### کاربردها
از دیوراماهای مینیاتوری ممکن است برای نمایش صحنه های رویدادهای تاریخی استفاده شود. نمونه بارز این نوع، الماسهایی است که در موزه مقاومت نروژ در اسلو نروژ دیده می شود.
مناظر ساخته شده در اطراف راه آهن مدل نیز می تواند نمونه هایی از دیوراما در نظر گرفته شود، حتی اگر آنها برای ویژگی های عملیاتی بهتر مجبور به سازش دقیق با مقیاس هستند.
افرادی که برای سرگرمی دیوراما می سازند نیز با استفاده از انواع مواد، از جمله مدل های پلاستیکی وسایل نقلیه نظامی، کشتی ها یا سایر تجهیزات، به همراه ارقام مقیاس و محوطه سازی، دیوراماهای رویدادهای تاریخی یا شبه تاریخی را می سازند.

## دیوراماهای تاریخی

### دیورامای داگواِره و بوتن
دیوراما سرگرمی محبوبی بود که در سال 1822 در پاریس سرچشمه گرفت. جایگزینی برای "پانوراما" محبوب (نقاشی پانوراما)، دیوراما یک تجربه تئاتری بود که توسط تماشاگران در یک تئاتر بسیار تخصصی مشاهده می شد. تا کنون 350 نفر در مشاهده یک نقاشی منظره وار که ظاهر آن را به شکلی ظریف و چشمگیر تغییر می دهد حاضر به شرکت کردن هستند.

## دیوراماهای تاریخ طبیعی
دیوراماهای تاریخ طبیعی به دنبال تقلید از طبیعت هستند و از اواخر قرن نوزدهم، هدف "احترام به طبیعت زیبایی و با شکوه " است.  آنها همچنین به عنوان ابزاری برای حفظ بصری طبیعت توصیف می شوند زیرا محیط های مختلف به دلیل درگیری انسان تغییر می نمایند. در نیمه اول قرن بیستم، دیوراماها چه در ایالات متحده و چه در انگلیس، بسیار محبوب بودند و بعدها جای خود را به تلویزیون، فیلم و دیدگاههای جدیدی درباره علم دادند.

### ساخت دیوراما
دیوراماهای تاریخ طبیعی از 3 بخش تشکیل شده است:
1. زمینه رنگی
2. منظره جلوی عکس (پیش نما)
3. نمونه های تاکسیدرمی